# Begemann (bedrijf)

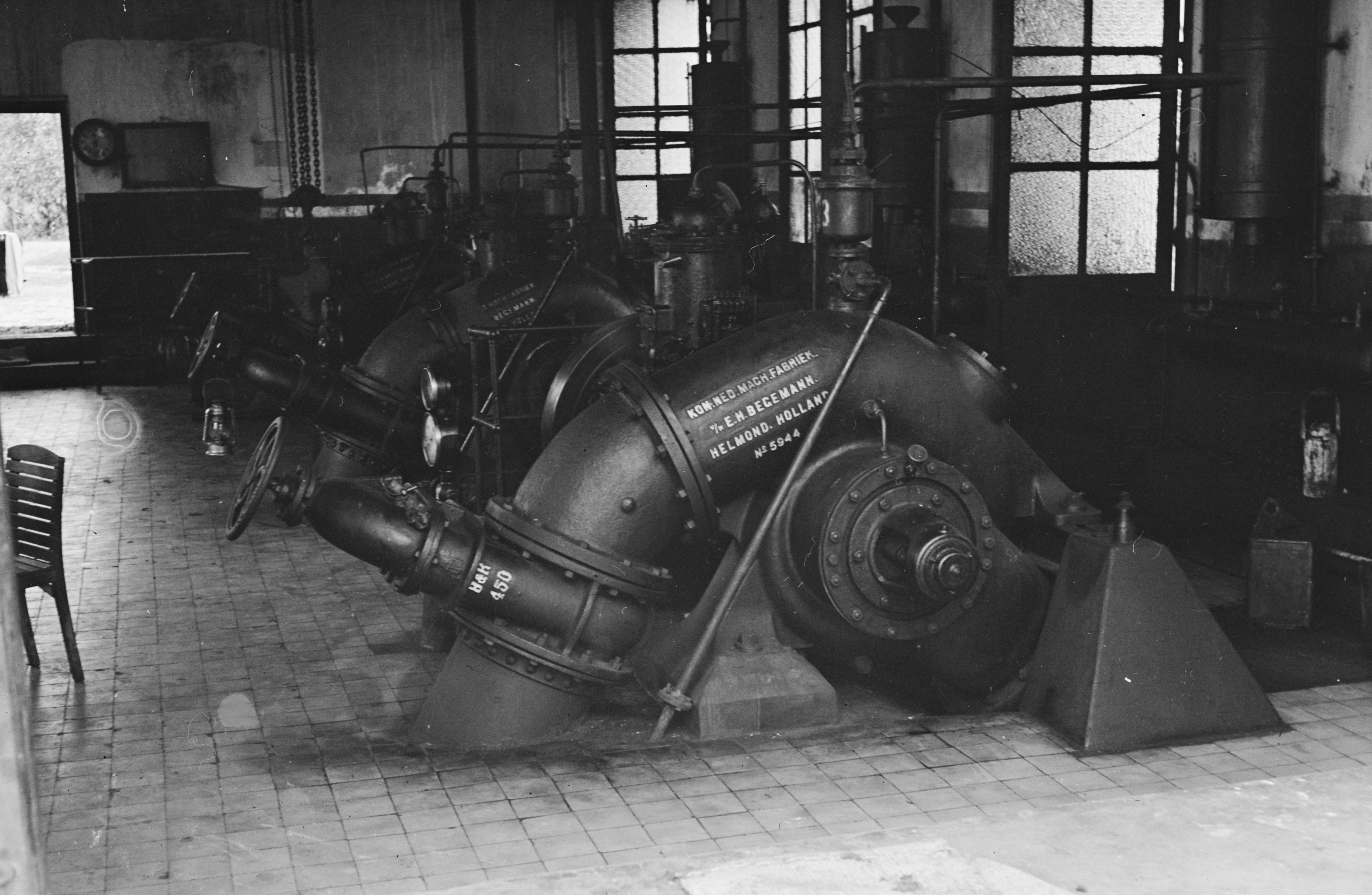
Pompinstallatie van Begemann ten behoeve van de zoutwinning in Nederlands-Indië

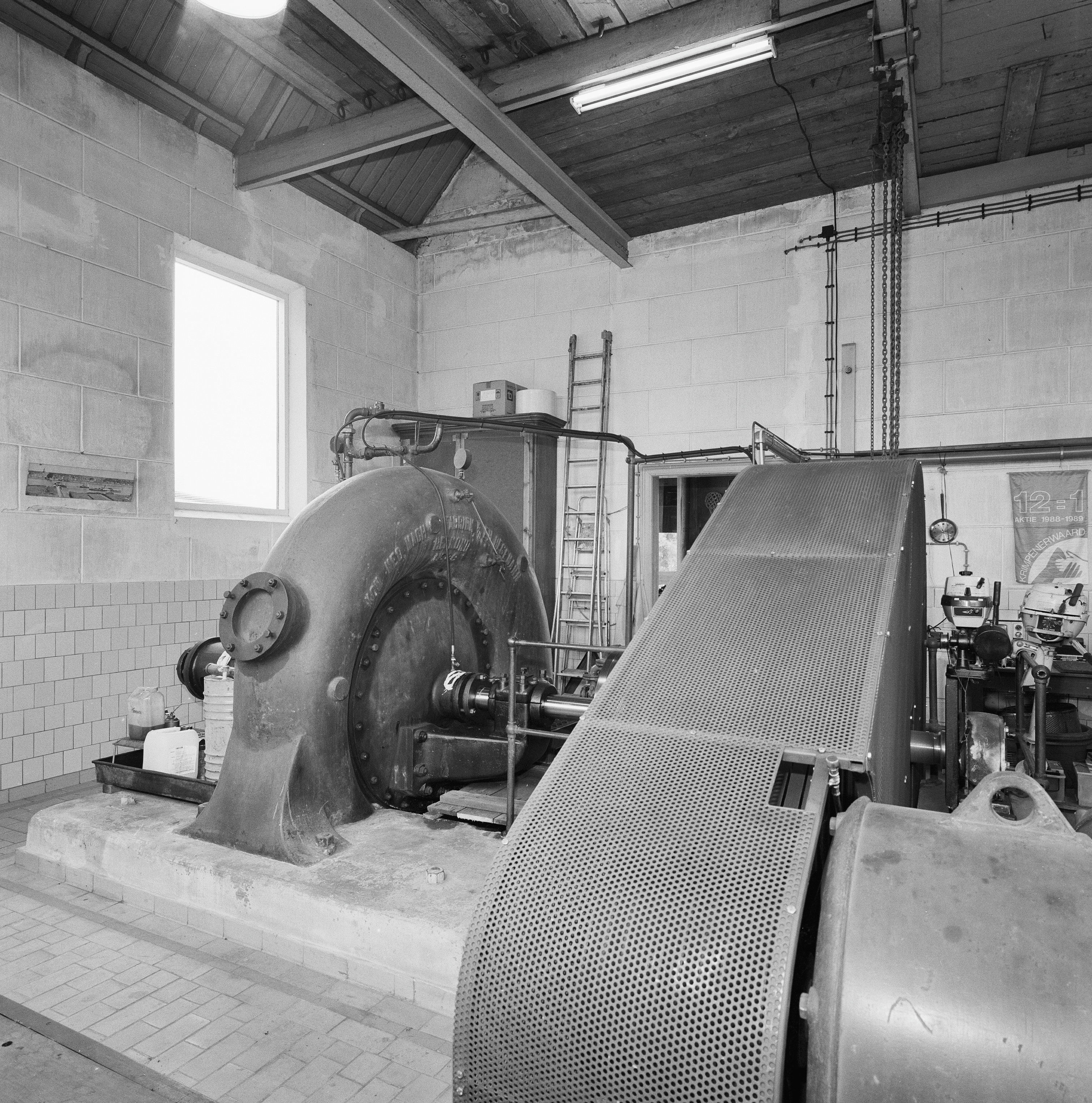
Centrifugaalpomp van Begemann in een gemaal in Ouderkerk aan den IJssel

De Koninklijke Nederlandsche Machinefabriek v/h E.H. Begemann was een bedrijf te Helmond, dat onder meer pompen en staalconstructies vervaardigde. Het heeft bestaan van 1871-1992.

## Geschiedenis
De oorsprong van het bedrijf is een ijzergieterij, gevestigd aan de Zuid-Willemsvaart, in 1871 opgericht door Gustav Brückenhaus, een werktuigkundige uit Mönchengladbach. Aanvankelijke bedrijfsactiviteiten: gietwerk naast reparatiewerk voor de regionale industrie. In 1872 nam Egbert Haverkamp Begemann (1848-1919) de zaak over. Deze predikantszoon had een technische opleiding genoten aan de marinemachinistenschool te Hellevoetsluis (plaats). De toen ontstane firma Van Hoorn & Begemann werd in 1874 ontbonden waarna Begemann de enige eigenaar werd. Geleidelijk verplaatste het accent zich van gieterij naar machinefabriek, waar stoommachines en stoomketels en arbeidswerktuigen werden vervaardigd. Vanaf 1875 werden de gieterij-activiteiten aan derden uitbesteed en werden er enkel nog stoom- en andere werktuigen vervaardigd. In 1881 verkreeg deze fabriek het predicaat Koninklijk.
De fabriek kende een relatief goed sociaal beleid en was ook in ander opzicht vooruitstrevend: in 1882 werd de eerste bedrijfsingenieur in dienst genomen.
In 1889 werd het bedrijf, dat toen ongeveer 100 werknemers telde, omgezet in een NV, met ir. Jan Benjamin Kam als mededirecteur. Mede op basis van het nieuw aangetrokken kapitaal werden nieuwe activiteiten ontwikkeld. Zo was Begemann omstreeks 1900, naast fabrikant van (stoom)werktuigen, ook een van de grootste constructiewerkplaatsen van Nederland. Zo werd van 1894-1896 de overkapping van station 's-Hertogenbosch vervaardigd. Daarnaast specialiseerde men zich in de vervaardiging van centrifugaalpompen. Niettemin werden er ook nog steeds stoomwerktuigen gemaakt. Specialiteit was het drijfwerk. Daarnaast ontstond er een aanzienlijke elektrotechnische afdeling.
In 1909 werd Paul Begemann, de zoon van Egbert, mededirecteur. In 1919 werd deze opgevolgd door ir. A.A. Bienfait. Onder de leiding van Paul Begemann specialiseerde het bedrijf zich verder in de centrifugaalpompen die seriematig in standaarduitvoeringen werden vervaardigd. Daarnaast werd de constructie-afdeling de tweede belangrijke pijler. In 1914 werd een zeer grote productiehal voor staalconstructies gebouwd. Het aantal arbeiders schommelde in de jaren 1910 en 1920 tussen de 100 en 150.

## Bloei en ondergang
Vanaf 1945 kwam het bedrijf tot grote bloei. De opvolger van directeur A.A. Bienfait, Ir. Chris J. de Langen, overleed al na enkele jaren. Begin 1950 volgde J.W. Tuininga hem op. In 1971 werkten er 450 mensen. Niet lang daarna echter begon de neergang. Vooral de staalconstructies werden verliesgevend. Uiteindelijk werd het bedrijf in 1985 overgenomen door de omstreden "bedrijvendokter" Joep van den Nieuwenhuyzen. Deze gebruikte de naam van het beursgenoteerde gerenommeerde bedrijf voor zijn investeringsmaatschappij die hij Royal Begemann Group noemde. Zijn bedoeling was om de goede onderdelen te verkopen en het overige deel te sluiten. In 1990 werd de gieterij gesloten. In 1992 verhuisden de constructie-activiteiten naar Breda, waar ze spoedig ten onder gingen. De activiteiten voor centrifugaalpompen werden in 1992 verkocht aan Enviro Tech te Blerick en verhuisden in 1993 daarheen. In hetzelfde jaar werd het reusachtige Begemann-complex gesloopt om plaats te maken voor het Boscotondo-project.

## Weir Group
In 1993 werd de pompendivisie van Enviro Tech overgenomen door de in Glasgow gevestigde Weir Group. De Nederlandse afdeling daarvan bleef de naam Begemann voeren voor een reeks pompen die vooral bedoeld zijn voor de petroleum- en de procesindustrie.

## Roodhart
Sinds 2009 worden de kunststof Begemann-pompen geproduceerd door de firma Roodhart, gevestigd in Rotterdam.